# Cabot (Vermont)
Cabot ist eine Town im Washington County des Bundesstaates Vermont in den Vereinigten Staaten. Im Jahr 2020 lebten dort 1443 Einwohner in 771 Haushalten auf einer Fläche von 99,8 km².

## Geografie

### Geografische Lage
Cabot liegt im Nordosten des Washington Countys. Die Town war ursprünglich dicht mit Harthölzern, Hemlock und Fichte bewaldet. Im Nordwesten der Town liegt der West Hill Pond. Durch die Town führt der U.S. Highway 2. Nördlich des Highways befindet sich der 665 m hohe Danville Hill. Südlich der Mollys Pond und der Mollys Falls Pond. Nördlich von Cabot entspringt der Winooski River.

### Nachbargemeinden
Alle Entfernungen sind als Luftlinien zwischen den offiziellen Koordinaten der Orte aus der Volkszählung 2010 angegeben.
- Norden: Hardwick, 7,1 km
- Nordosten: Walden, 7,2 km
- Osten: Danville, 18,9 km
- Südosten: Peacham, 10,2 km
- Südwesten: Marshfield, 7,8 km
- Westen: Calais, 18,9 km
- Nordwesten: Woodbury, 12,4 km

### Stadtgliederung
Cabot gliedert sich in die Gebiete Cabot Village, Cabot Plains, South Cabot, East Cabot, Molly’s Pond und Lower Cabot.

### Klima
Die mittlere Durchschnittstemperatur in Cabot liegt zwischen −9,44 °C (15 °Fahrenheit) im Januar und 20,0 °C (68 °Fahrenheit) im Juli. Damit ist der Ort gegenüber dem langjährigen Mittel der USA um etwa 9 Grad kühler. Die Schneefälle zwischen Mitte Oktober und Mitte Mai liegen mit mehr als zwei Metern etwa doppelt so hoch wie die mittlere Schneehöhe in den USA. Die tägliche Sonnenscheindauer liegt am unteren Rand des Wertespektrums der USA, zwischen September und Mitte Dezember sogar deutlich darunter.

## Geschichte
Die Town Cabot wurde am 17. August 1780 gegründet. Benannt wurde die Town nach der späteren Frau von Major Lyman Hitchcock, Sophia Cabot. Hitchcock, ein Offizier der Kontinentalarmee, besaß den Grant für Cabot und nachdem der spätere Schwiegervater sich das Land angesehen hatte, gestattete er die Hochzeit. Der Census von 1790 berichtet von dem Haushalt des Lyman Hitchcock, bestehend aus vier Personen. Ursprünglich gehörte Cabot zum Caledonia County, später zum Washington County.
Der erste Siedler in Cabot war Benjamin Webster, der 1783 eine kleine Hütte für sich und seine Familie errichtete, die er im folgenden Frühjahr aus New Hampshire nachholte. 1787 wurde die erste Versammlung einberufen, um die Town zu organisieren. Wenig später eröffnete die erste Gastwirtschaft, das Yellow House. Am 5. Februar 1788 wurden erstmals die Stadtverordneten gewählt. Die erste Schule konnte im Jahr 1792 eingeweiht werden. Nachdem der Wald gerodet war, konnten auf den Feldern Kartoffeln angebaut werden und aus diesen wurde Whiskey gebrannt. Der Whiskey wurde nach Boston und Portland verkauft und später auch nach Kanada geschmuggelt.
Am Winooski River wurde im Jahr 1789 vom Mühlenbauer Thomas Lyford die erste Sägemühle errichtet. Es folgten weitere, zudem einige Geschäfte, eine Stärkefabrik, Schmieden und eine kleine Gießerei. Durch eine Schenkung im Jahr 1790 von Major Hichcock, Captain Jesse Levenworth und Asa Douglas verlagerte sich das Zentrum der Town von Cabot Plain nach Cabot Center, später nach Cabot Village. Eine weitere Siedlung entstand mit Lower Cabot. Die Gegend am West Hill bestand ursprünglich aus Wiesen. 1820 erwarb Avery Atkins Land, baute einen Damm und staute damit den West Hill Brook auf. Die Wasserkraft nutzte er für eine Säge- und eine Getreidemühle. Der Stausee wird West Hill Pond genannt. Weitere Ansiedlungen entstanden mit East Cabot, Hookerville und Peterville entlang des Molly Brooks.

### Religionen
Die Kongregationale Kirche gegründet 1806 und die Methodistische Kirche gegründet 1822 von Cabot vereinigten sich im Jahr 1828 zur Cabot United Church.

### Einwohnerentwicklung
| Volkszählungsergebnisse – Town of Cabbot, Vermont | Volkszählungsergebnisse – Town of Cabbot, Vermont | Volkszählungsergebnisse – Town of Cabbot, Vermont | Volkszählungsergebnisse – Town of Cabbot, Vermont | Volkszählungsergebnisse – Town of Cabbot, Vermont | Volkszählungsergebnisse – Town of Cabbot, Vermont | Volkszählungsergebnisse – Town of Cabbot, Vermont | Volkszählungsergebnisse – Town of Cabbot, Vermont | Volkszählungsergebnisse – Town of Cabbot, Vermont | Volkszählungsergebnisse – Town of Cabbot, Vermont | Volkszählungsergebnisse – Town of Cabbot, Vermont |
| Jahr                                              | 1700                                              | 1710                                              | 1720                                              | 1730                                              | 1740                                              | 1750                                              | 1760                                              | 1770                                              | 1780                                              | 1790                                              |
| ------------------------------------------------- | ------------------------------------------------- | ------------------------------------------------- | ------------------------------------------------- | ------------------------------------------------- | ------------------------------------------------- | ------------------------------------------------- | ------------------------------------------------- | ------------------------------------------------- | ------------------------------------------------- | ------------------------------------------------- |
| Einwohner                                         |                                                   |                                                   |                                                   |                                                   |                                                   |                                                   |                                                   |                                                   |                                                   | 122                                               |
| Jahr                                              | 1800                                              | 1810                                              | 1820                                              | 1830                                              | 1840                                              | 1850                                              | 1860                                              | 1870                                              | 1880                                              | 1890                                              |
| Einwohner                                         | 349                                               | 886                                               | 1032                                              | 1304                                              | 1440                                              | 1356                                              | 1318                                              | 1279                                              | 1242                                              | 1074                                              |
| Jahr                                              | 1900                                              | 1910                                              | 1920                                              | 1930                                              | 1940                                              | 1950                                              | 1960                                              | 1970                                              | 1980                                              | 1990                                              |
| Einwohner                                         | 1126                                              | 1116                                              | 1036                                              | 1107                                              | 974                                               | 826                                               | 763                                               | 663                                               | 958                                               | 1043                                              |
| Jahr                                              | 2000                                              | 2010                                              | 2020                                              | 2030                                              | 2040                                              | 2050                                              | 2060                                              | 2070                                              | 2080                                              | 2090                                              |
| Einwohner                                         | 1213                                              | 1433                                              | 1443                                              |                                                   |                                                   |                                                   |                                                   |                                                   |                                                   |                                                   |

## Wirtschaft und Infrastruktur

### Verkehr
Der U.S. Highway 2 verläuft entlang der östlichen Grenze der Town. Er verbindet Cabot mit Danville im Nordosten und Marshfield im Süden. Durch das Zentrum der Town verläuft die Vermont State Route 215. Ebenfalls in nordsüdlicher Richtung.

### Wirtschaft

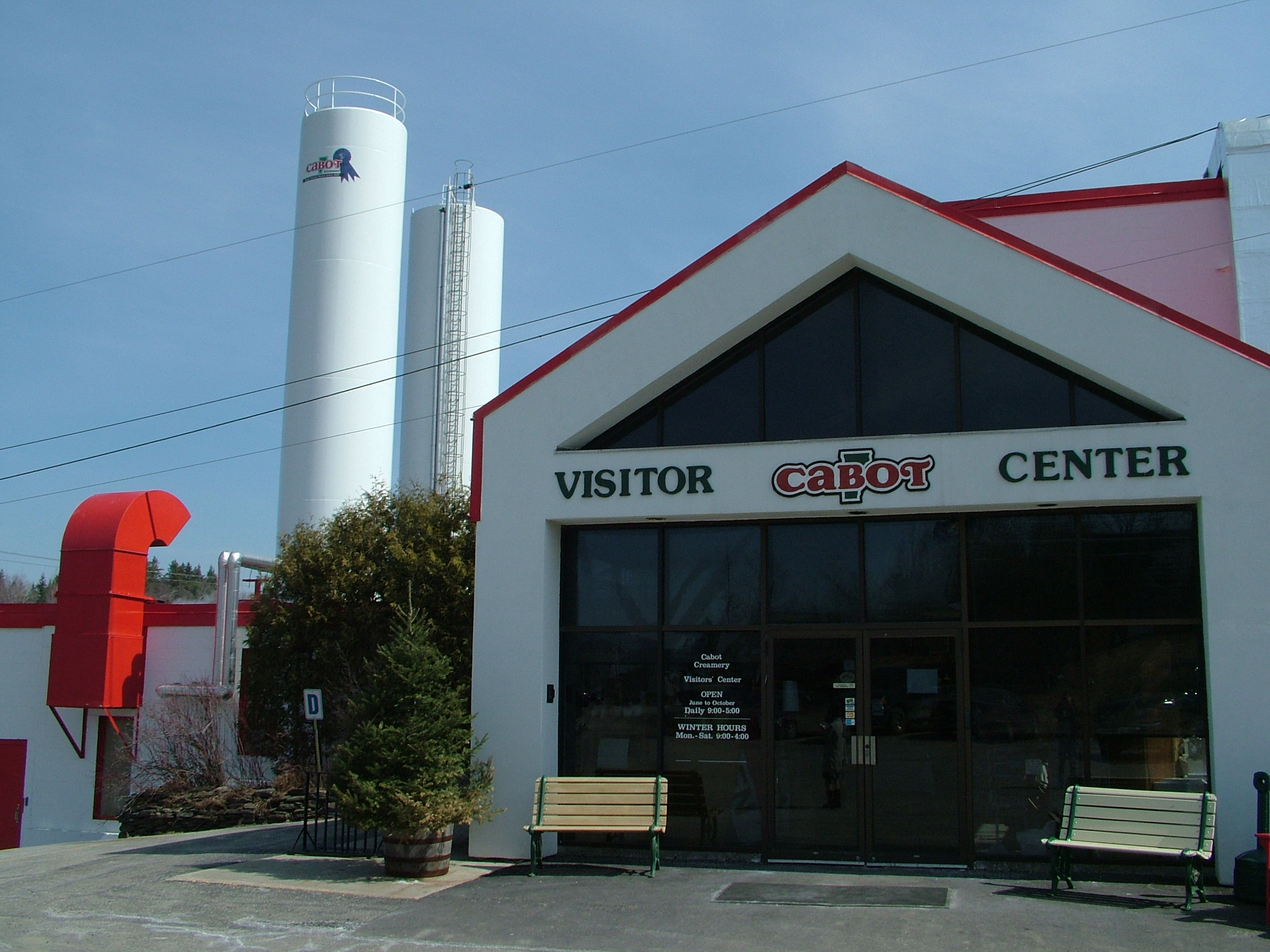
Cabot Farmers Creamery

Im Jahr 1893 wurde eine Molkerei in Cabot gegründet und im Jahr 1919 kaufte eine Gruppe von 94 Farmern die Molkerei und gründete die Cabot Farmers Creamery Co. Inc. Heute die Cabot Creamery, nach Übernahme durch die Agri-Mark Cooperative im Jahr 1992.

### Bildung
Cabot gehört mit Marshfield und Plainfield zur Washington Northeast Supervisory Union. In Cabot befindet sich ein Schulzentrum bestehend aus Pre School, Elementaryschool and Highschool angeschlossen ist ein Zentrum für Students Performing Arts.
Die Bücherei von Cabot wurde im Jahr 1896 gegründet. Die Bücher wurden an unterschiedlichen Orten vorgehalten, teilweise in den Geschäften oder bei Privatleuten. Jedoch fehlte es oft an Büchern. Im Jahr 1912 sammelten die Damen des Judith Lyford Woman’s Clubs Spenden um weitere Bücher anzuschaffen. Charles Willey, ein Sommergast versprach jeden Dollar, der gesammelt wurde, mit zwei Dollar zu belohnen. So kam insgesamt eine Summe von mehr als 11.000 Dollar für Bücher zusammen.

### Krankenhäuser
In Cabot gibt es kein Krankenhaus. Die nächstgelegenen sind das Central Vermont Medical Center, das Copley Hospital und das Northeastern Vermont Regional Hospital.

### Friedhöfe
In Cabot gibt es sieben Friedhöfe, der älteste wurde durch eine Landspende von William Osgood im Jahr 1799 errichtet.

## Persönlichkeiten

### Söhne und Töchter der Stadt
- Zerah Colburn (1804–1839), mathematisches Wunderkind
- Will Voigt (* 1976), Basketballtrainer